# Ropalidia gregaria
Ropalidia gregaria är en getingart som först beskrevs av Henri Saussure 1854.  Ropalidia gregaria ingår i släktet Ropalidia och familjen getingar. Utöver nominatformen finns också underarten R. g. spilocephala.